# Novokosteantînivka, Rozdilna
Novokosteantînivka (în ucraineană Новокостянтинівка) este un sat în comuna Stepanivka din raionul Rozdilna, regiunea Odesa, Ucraina.

## Demografie
Componența lingvistică a localității Novokosteantînivka
     Ucraineană (81,5%)
     Rusă (11,56%)
     Română (4,91%)
     Belarusă (2,02%)
Conform recensământului din 2001, majoritatea populației localității Novokosteantînivka era vorbitoare de ucraineană (81,5%), existând în minoritate și vorbitori de rusă (11,56%), română (4,91%) și belarusă (2,02%).